# Carex preslii
Carex preslii är en halvgräsart som beskrevs av Ernst Gottlieb von Steudel. Carex preslii ingår i släktet starrar, och familjen halvgräs. Inga underarter finns listade i Catalogue of Life.